# Alexandr Shchógolev
Alexandr Romanóvich Shchógolev –en ruso, Александр Романович Щёголев– (San Petersburgo, 6 de abril de 2002) es un deportista ruso que compite en natación, especialista en el estilo libre.
Ganó cinco medallas en el Campeonato Mundial de Natación en Piscina Corta de 2021 y tres medallas en el Campeonato Europeo de Natación de 2021.
Participó en los Juegos Olímpicos de Tokio 2020, ocupando el séptimo lugar en la prueba de 4 × 100 m libre.

## Palmarés internacional
| Campeonato Mundial en Piscina Corta | Campeonato Mundial en Piscina Corta | Campeonato Mundial en Piscina Corta | Campeonato Mundial en Piscina Corta |
| Año                                 | Lugar                               | Medalla                             | Prueba                              |
| ----------------------------------- | ----------------------------------- | ----------------------------------- | ----------------------------------- |
| 2021                                | Abu Dabi (EAU)                      | Medalla de oro                      | 4 × 100 m libre                     |
| 2021                                | Abu Dabi (EAU)                      | Medalla de plata                    | 200 m libre                         |
| 2021                                | Abu Dabi (EAU)                      | Medalla de plata                    | 4 × 50 m libre                      |
| 2021                                | Abu Dabi (EAU)                      | Medalla de plata                    | 4 × 200 m libre                     |
| 2021                                | Abu Dabi (EAU)                      | Medalla de bronce                   | 4 × 100 m estilos                   |
| Campeonato Europeo                  |                                     |                                     |                                     |
| Año                                 | Lugar                               | Medalla                             | Prueba                              |
| 2021                                | Budapest (Hungría)                  | Medalla de oro                      | 4 × 100 m libre                     |
| 2021                                | Budapest (Hungría)                  | Medalla de oro                      | 4 × 200 m libre                     |
| 2021                                | Budapest (Hungría)                  | Medalla de bronce                   | 4 × 200 m libre mixto               |